# Clathropsis bicarinata
Clathropsis bicarinata is een slakkensoort uit de familie van de Cerithiopsidae. De wetenschappelijke naam van de soort is voor het eerst geldig gepubliceerd in 1951 door Laseron.